# Cristi Puiu
Cristi Puiu (* 3. dubna 1967 Bukurešť) je rumunský filmový režisér a scenárista. Bývá označován za klíčového představitele rumunské nové vlny, která se prosadila po roce 2000. Jeho filmy jsou považovány za "artové".
Film Smrt pana Lazaresca, označovaný za analytický obraz postkomunistického zdravotnictví, a tím i celé společnosti, získal v roce 2005 na filmovém festivalu v Cannes cenu Un Certain Regard a oceněn byl i na festivalech v Tallinnu a v Kodani. Tento film byl též nominován na Evropské filmové ceny v kategorii režie a scénář. Filozofický filmový esej Malmkrog získal cenu za nejlepší režii v sekci Encounters na Berlinale. Na stejném festivalu získal již v roce 2004 Zlatého medvěda za krátkometrážní film, a to za snímek Cigarety a káva. Ten byl nominován i na Evropskou filmovou cenu. Film Aurora, v němž si Puiu zahrál i hlavní roli, získal v roce 2010 cenu Na východ od Západu na filmovém festivalu v Karlových Varech. Film Sieranevada byl v roce 2016 nominován na Zlatou palmu v Cannes. Puiu debutoval v roce 2001 thrillerem Zboží a peníze, který bývá označován za iniciační dílo Rumunské nové vlny. Ke všem filmům, které režíroval, napsal i scénář.

## Filmografie
- Zboží a peníze (2001)
- Cigarety a káva (2004)
- Smrt pana Lazaresca (2005)
- Aurora (2010)
- Sieranevada (2016)
- Malmkrog (2020)